# Keramikvase
Die Keramikvase (Vasum ceramicum) ist eine Schnecke aus der Familie der Turbinellidae (Gattung Vasum), die im Indischen Ozean verbreitet ist. Sie ernährt sich vor allem von Polychaeten (Ringelwurmgattung).

## Merkmale
Das große, dicke und schwere Schneckenhaus von Vasum ceramicum hat eine längliche, konische bis vasenartige Form und erreicht bei ausgewachsenen Schnecken eine Länge von etwa 6 bis 13, bisweilen bis 16 cm. Die Umgänge des Gewindes sind mit einer einzelnen Reihe offener Stacheln besetzt, die an Größe zunehmen und an der Rückseite des Körperumgangs am größten sind. Der Körperumgang weist mehrere solcher Stachelreihen auf. Hier sind die Stacheln der hintersten Reihe am größten, die an der Basis am zweitgrößten und die übrigen von mittlerer Größe. Die gesamte Schale ist mit spiraligen Schnüren überzogen. Die ehemaligen Kanten der früheren Gehäusemündung ragen oft als raue Wachstumslinien hervor. Das Gehäuse hat einen langen Siphonalkanal. Die Spindel hat 3 kräftige Falten und 7 bis 10 kräftige stachlige Tuberkeln in jeder Schleife. Die Oberfläche der Schale ist außen weiß und grau oder dunkelbraun, das Innere der Gehäusemündung meist weiß oder blassbraun. Die Schale ist oft von einer Kalkkruste überzogen, welche die Eigengestalt verbirgt.

## Verbreitung
Vasum ceramicum ist im Indopazifik von den Küsten Tansanias, Madagaskars, Sri Lankas über die Maskarenen und Indonesien bis ins östliche Polynesien, nördlich bis Japan und südlich bis Queensland und Neukaledonien verbreitet. Die Schnecke lebt in der Gezeitenzone und etwas darunter in Tiefen bis etwa 20 m auf Riffen.

## Nahrung
Vasum ceramicum ernährt sich von Vielborstern, wobei Arten der Familie Eunicidae eine bevorzugte Beute bilden.

## Bedeutung für den Menschen
Die Schnecken werden wegen ihres Fleisches gesammelt, das sowohl gegessen als auch als Fischköder verwendet wird. Das Haus wird als Kalkquelle oder als Schmuck verwendet.